# Puchar CEV siatkarek (2007/2008)
Puchar CEV siatkarek 2007/2008 – 1. sezon turnieju rozgrywanego od 2007 roku, organizowanego przez Europejską Konfederację Piłki Siatkowej (CEV) w ramach europejskich pucharów dla żeńskich klubowych zespołów siatkarskich "starego kontynentu".

## Drużyny uczestniczące
- Scavolini Pesaro
- CS Madeira
- AMVJ Amstelveen
- Universidad Burgos
- Aluprof Bielsko-Biała
- CSU Metal Gałacz
- Dinamo Bukareszt
- Rocheville Le Cannet
- Asterix Kieldrecht
- Mladost Zagrzeb
- PlantinaLonga Lichtenvoorde
- Atlant Baranowicze
- Hit Nova Gorica
- Rabita Baku
- Panathinaikos Ateny
- Crvena zvezda Belgrad
- Pivovara Osijek
- VFM Franches-Montagnes
- Holte IF
- CV Albacete
- Zeiler Köniz
- Sparkasse Klagenfurt
- Samorodok Chabarowsk
- VDK Gent Dames
- AEK Larnaca
- Dżinestra Odessa
- Centrostal Pałac Bydgoszcz
- Dyo Karsiyaka Izmir
- Minchanka Mińsk
- Volley 80 Petange

## Rozgrywki

### 1/16 finału
| Data       | Drużyna 1                   | Wynik | Drużyna 2                   | Sety                                |
| ---------- | --------------------------- | ----- | --------------------------- | ----------------------------------- |
| 25.11.2007 | Scavolini Pesaro            | 3:0   | CS Madeira                  | 25:22, 25:12, 25:14                 |
| 01.12.2007 | Scavolini Pesaro            | 3:0   | CS Madeira                  | 25:16, 25:18, 25:22                 |
| 25.11.2007 | AMVJ Amstelveen             | 3:0   | Clube Desportivo Ribeirense | 25:20, 25:12, 25:17                 |
| 02.12.2007 | AMVJ Amstelveen             | 3:1   | Clube Desportivo Ribeirense | 25:22, 25:19, 22:25, 28:26          |
| 24.11.2007 | Universidad Burgos          | 0:3   | Aluprof Bielsko-Biała       | 19:25, 23:25, 17:25                 |
| 01.12.2007 | Universidad Burgos          | 0:3   | Aluprof Bielsko-Biała       | 22:25, 16:25, 16:25                 |
| 25.11.2007 | Metal Gałacz                | 3:1   | Dinamo Bukareszt            | 22:25, 25:21, 25:17, 25:22          |
| 01.12.2007 | Metal Gałacz                | 0:3   | Dinamo Bukareszt            | 21:25, 15:25, 14:25, (15:9)         |
| 24.11.2007 | Rocheville Le Cannet        | 3:1   | Ussp Albi                   | 25:18, 25:18, 23:25, 25:21          |
| 01.12.2007 | Rocheville Le Cannet        | 3:1   | Ussp Albi                   | 29:27, 25:17, 28:30, 25:22          |
| 25.11.2007 | Asterix Kieldrecht          | 3:0   | Mladost Zagrzeb             | 25:15, 25:21, 25:17                 |
| 01.12.2007 | Asterix Kieldrecht          | 3:1   | Mladost Zagrzeb             | 25:15, 21:25, 25:22, 25:21          |
| 24.11.2007 | PlantinaLonga Lichtenvoorde | 3:2   | Atlant Baranowicze          | 10:25, 25:15, 19:25, 25:22, 15:9    |
| 01.12.2007 | PlantinaLonga Lichtenvoorde | 1:3   | Atlant Baranowicze          | 25:23, 14:25, 20:25, 31:33, (8:15)  |
| 24.11.2007 | Hit Nova Gorica             | 3:0   | Rabita Baku                 | 25:16, 26:24, 25:18                 |
| 01.12.2007 | Hit Nova Gorica             | 3:2   | Rabita Baku                 | 19:25, 22:25, 25:16, 25:18, 15:7    |
| 25.11.2007 | Panathinaikos Ateny         | 3:1   | Crvena zvezda Belgrad       | 25:17, 25:19, 26:28, 27:25          |
| 01.12.2007 | Panathinaikos Ateny         | 1:3   | Crvena zvezda Belgrad       | 25:22, 22:25, 12:25, 24:26, (10:15) |
| 24.11.2007 | Pivovara Osijek             | 3:0   | VFM Franches-Montagnes      | 25:15, 25:20, 25:18                 |
| 29.11.2007 | Pivovara Osijek             | 3:1   | VFM Franches-Montagnes      | 25:15, 25:23, 22:25, 25:16          |
| 25.11.2007 | Holte IF                    | 0:3   | CV Albacete                 | 11:25, 12:25, 17:25                 |
| 01.12.2007 | Holte IF                    | 0:3   | CV Albacete                 | 10:25, 13:25, 18:25                 |
| 24.11.2007 | Zeiler Köniz                | 3:0   | Sparkasse Klagenfurt        | 25:19, 25:17, 25:16                 |
| 01.12.2007 | Zeiler Köniz                | 3:1   | Sparkasse Klagenfurt        | 31:33, 25:13, 25:10, 29:27          |
| 01.12.2007 | Samorodok Chabarowsk        | 3:0   | VDK Gent Dames              | 25:12, 30:28, 25:18                 |
| 02.12.2007 | Samorodok Chabarowsk        | 3:0   | VDK Gent Dames              | 25:21, 25:18, 26:24                 |
| 24.11.2007 | AEK Larnaca                 | 1:3   | Dżinestra Odessa            | 8:25, 19:25, 25:21, 20:25           |
| 01.12.2007 | AEK Larnaca                 | 0:3   | Dżinestra Odessa            | 5:25, 12:25, 11:25                  |
| 25.11.2007 | Centrostal Pałac Bydgoszcz  | 3:0   | Dyo Karsiyaka Izmir         | 25:12, 25:14, 25:14                 |
| 02.12.2007 | Centrostal Pałac Bydgoszcz  | 3:1   | Dyo Karsiyaka Izmir         | 26:24, 23:25, 30:28, 25:9           |
| 24.11.2007 | Minchanka Mińsk             | 3:0   | Volley 80 Petange           | walkower                            |
| 01.12.2007 | Minchanka Mińsk             | 3:0   | Volley 80 Petange           | walkower                            |

### 1/8 finału
| Data       | Drużyna 1            | Wynik | Drużyna 2                  | Sety                                |
| ---------- | -------------------- | ----- | -------------------------- | ----------------------------------- |
| 13.12.2007 | Scavolini Pesaro     | 3:1   | AMBJ Amstelveen            | 25:15, 25:27, 25:20, 25:19          |
| 19.12.2007 | Scavolini Pesaro     | 3:0   | AMBJ Amstelveen            | 25:18, 27:25, 25:20                 |
| 12.12.2007 | Metal Gałacz         | 3:2   | Aluprof Bielsko-Biała      | 21:25, 25:22, 22:25, 25:21, 15:11   |
| 19.12.2007 | Metal Gałacz         | 1:3   | Aluprof Bielsko-Biała      | 20:25, 20:25, 25:20, 13:25, (13:15) |
| 11.12.2007 | Asterix Kieldrecht   | 1:3   | Rocheville Le Cannet       | 7:25, 25:22, 18:25, 23:25           |
| 19.12.2007 | Asterix Kieldrecht   | 1:3   | Rocheville Le Cannet       | 28:26, 13:25, 21:25, 15:25          |
| 12.12.2007 | Atlant Baranowicze   | 3:0   | Hit Nova Gorica            | 25:23, 25:22, 25:22                 |
| 18.12.2007 | Atlant Baranowicze   | 1:3   | Hit Nova Gorica            | 22:25, 25:19, 20:25, 19:25, (15:6)  |
| 12.12.2007 | Pivovara Osijek      | 0:3   | Crvena zvezda Belgrad      | 25:27, 11:25, 21:25                 |
| 20.12.2007 | Pivovara Osijek      | 1:3   | Crvena zvezda Belgrad      | 23:25, 25:22, 11:25, 20:25          |
| 12.12.2007 | Zeiler Köniz         | 2:3   | CV Albacete                | 25:23, 25:21, 23:25, 27:29, 3:15    |
| 18.12.2007 | Zeiler Köniz         | 0:3   | CV Albacete                | 14:25, 21:25, 17:25                 |
| 12.12.2007 | Samorodok Chabarowsk | 3:0   | Dżinestra Odessa           | 25:12, 25:16, 25:15                 |
| 18.12.2007 | Samorodok Chabarowsk | 3:0   | Dżinestra Odessa           | 25:22, 25:21, 25:9                  |
| 13.12.2007 | Minchanka Mińsk      | 0:3   | Centrostal Pałac Bydgoszcz | 20:25, 15:25, 22:25                 |
| 19.12.2007 | Minchanka Mińsk      | 0:3   | Centrostal Pałac Bydgoszcz | 20:25, 19:25, 15:25                 |

### Ćwierćfinał
| Data       | Drużyna 1             | Wynik | Drużyna 2                  | Sety                              |
| ---------- | --------------------- | ----- | -------------------------- | --------------------------------- |
| 23.01.2008 | Scavolini Pesaro      | 3:1   | Aluprof Bielsko-Biała      | 23:25, 25:20, 25:22, 25:23        |
| 31.01.2008 | Scavolini Pesaro      | 3:0   | Aluprof Bielsko-Biała      | 25:19, 25:19, 25:21               |
| 23.01.2008 | Atlant Baranowicze    | 3:2   | Rocheville Le Cannet       | 21:25, 25:22, 21:25, 25:23, 15:9  |
| 30.01.2008 | Atlant Baranowicze    | 0:3   | Rocheville Le Cannet       | 19:25, 15:25, 17:25, (11:15)      |
| 24.01.2008 | Crvena zvezda Belgrad | 3:2   | CV Albacete                | 25:22, 25:15, 21:25, 21:25, 15:13 |
| 31.01.2008 | Crvena zvezda Belgrad | 3:2   | CV Albacete                | 19:25, 25:22, 24:26, 25:21, 18:16 |
| 23.01.2008 | Samorodok Chabarowsk  | 3:0   | Centrostal Pałac Bydgoszcz | walkower                          |
| 30.01.2008 | Samorodok Chabarowsk  | 3:0   | Centrostal Pałac Bydgoszcz | walkower                          |

### Turniej finałowy
Belgrad

#### Półfinał
| Data       | Drużyna 1            | Wynik | Drużyna 2             | Sety                              |
| ---------- | -------------------- | ----- | --------------------- | --------------------------------- |
| 15.03.2008 | Rocheville Le Cannet | 3:2   | Crvena zvezda Belgrad | 25:21, 18:25, 25:20, 22:25, 15:10 |
| 15.03.2008 | Scavolini Pesaro     | 3:0   | Samorodok Chabarowsk  | 25:15, 25:20, 25:15               |

#### Mecz o 3. miejsce
| Data       | Drużyna 1             | Wynik | Drużyna 2            | Sety                              |
| ---------- | --------------------- | ----- | -------------------- | --------------------------------- |
| 16.03.2008 | Crvena zvezda Belgrad | 3:2   | Samorodok Chabarowsk | 25:19, 24:26, 25:21, 23:26, 15:12 |

#### Finał
| Data       | Drużyna 1        | Wynik | Drużyna 2            | Sety                |
| ---------- | ---------------- | ----- | -------------------- | ------------------- |
| 16.03.2008 | Scavolini Pesaro | 3:0   | Rocheville Le Cannet | 25:15, 25:14, 26:24 |

## Klasyfikacja końcowa
| Miejsce | Drużyna               |
| ------- | --------------------- |
| złoto   | Scavolini Pesaro      |
| srebro  | Rocheville Le Cannet  |
| brąz    | Crvena zvezda Belgrad |
| 4.      | Samorodok Chabarowsk  |